# Julianus Wagemans
Julianus Wagemans (4 d'agost de 1890 - 2 de maig de 1965) va ser un gimnasta artístic belga que va competir a començaments del segle xx.
El 1920 va prendre part en els Jocs Olímpics d'Anvers, on guanyà la medalla de plata en el concurs complet per equips del programa de gimnàstica. En el concurs complet individual fou novè.